# O ravnovesju ravnin
O ravnovesju ravnin (starogrško Περὶ ἐπιπέδων ἱσορροπιῶν: Perí epipédon isorropión) je razprava starogrškega učenjaka Arhimeda, napisana v dveh delih. Prvi del  obravnava zakon vzvoda in težišči trikotnika in trapezoida. Po Paposu Aleksandrijskem je Arhimedovo odkritje zakona vzvoda povzročilo njegovo znamenito izjavo: »Dajte mi mesto, kjer bom lahko stal, in premaknil bom Zemljo« (starogrško δῶς μοι πᾶ στῶ καὶ τὰν γᾶν κινάσω: dós moi pá stó kaí tán gán kináso). V drugem delu je deset trditev, ki se nanašajo na težišča odsekov parabole.